# Rex Shelley
Rex Anthony Shelley (27 de outubro de 1930 - 21 de agosto de 2009) foi um autor de Singapura. Formado pela Universidade da Malásia na Malásia e em Cambridge com formação em engenharia e economia, Shelley administrou seu próprio negócio e também trabalhou como membro da Public Service Commission (PSC) por mais de 30 anos. Por seu serviço, ele foi agraciado com o Bintang Bakti Masyarakat (estrela do serviço público) pelo governo de Singapura em 1978, e um Bar adicional no ano seguinte.
Shelley começou a escrever ficção tarde na vida, publicando seu primeiro romance, The Shrimp People, em 1991, aos sessenta e um anos. O primeiro trabalho substancial de um escritor de Singapura sobre a comunidade eurasiana em Singapura, foi altamente elogiado pelo The Straits Times e ganhou o prêmio do Conselho Nacional de Desenvolvimento do Livro de Singapura (NBDCS) em 1992. Os livros People of the Pear Tree (1993), Island in the Center (1995) e A River of Roses (1998), sobre o mesmo tema, surgiram em uma década. Eles ganharam, respectivamente, NBDCS Highly Commended Awards em 1994 e 1996, e o Dymocks Singapore Literature Prize em 2000. Em 2007, ele foi o vencedor de Singapura do S.E.A. Write Award. Os críticos responderam positivamente à sua escrita, observando seu estilo "apaixonado e humano" e observando como a amplitude de sua experiência de vida deu origem a um talento para a caracterização mais a capacidade de combinar "um senso agudo de comentário observado com detalhes históricos".

## Primeiros anos
Rex Shelley nasceu em 27 de outubro de 1930, em Singapura, e tinha ascendência mista de inglês, português, malaio e buginês. Seu pai era operário de estaleiro e sua mãe professora. Shelley foi educado na Escola Católica de Santo Antônio e em uma escola de língua japonesa por um ano durante a ocupação japonesa de Singapura (1942–1945).
O primeiro emprego de Shelley foi como aprendiz de carpinteiro em um estaleiro. Após a Segunda Guerra Mundial, ele se formou na Universidade da Malásia em Singapura, em 1952, com um diploma de honra em química, que concluiu com uma bolsa de estudos universitária. Mais tarde, ele estudou engenharia e economia na Universidade de Cambridge, onde esteve envolvido na política estudantil de esquerda por um tempo.

## Carreira
Depois de se formar, Shelley trabalhou em Seremban em Negeri Sembilan, Malásia, até maio de 1965. Ele então retornou a Singapura e começou a trabalhar para uma empresa de fabricação de tubos, posteriormente iniciando seu próprio negócio de importação de máquinas. Ele também serviu na Comissão de Serviço Público (PSC) por mais de três décadas, de 1976 a 2007. O PSC é um órgão criado pela Constituição de Singapura que nomeia, promove, demite e exerce controle disciplinar sobre funcionários públicos em Singapura. Tem responsabilidade adicional pelo planejamento e administração das bolsas de estudo fornecidas pelo Governo de Singapura. Shelley entrevistou servidores públicos, bem como estudantes em busca de bolsas de estudo. Ele escreveu um livro intitulado How to Interview Well and Get that Job! (2004). Pelo serviço ao povo de Singapura, o governo conferiu o Bintang Bakti Masyarakat (estrela do serviço público) a ele em 1978, concedendo um Bar adicional no ano seguinte.
Shelley aprendeu sozinho a falar japonês, e editou Words mean Business: A Basic Japanese Business Glossary (1984), uma nova versão de um livro publicado pela primeira vez no ano anterior. Posteriormente, ele escreveu Japan (série Cultures of the World, 1990) e Culture Shock !: Japan (1993). Ele também era um pintor autodidata e tocador de acordeão de piano.

## Últimos anos
Shelley morreu de câncer de pulmão no Assisi Hospice em Thomson Road, Singapura, em 21 de agosto de 2009. Ele deixou sua esposa Cora, de quem foi separado; filhos Michael, Linda e Martine, irmãs Joy e Ruth, e seis netos. Seu último livro, Dr. Paglar: Everyman's Hero, uma biografia de seu tio, o ginecologista eurasiano Charles Joseph Pemberton Paglar (1894–1954), foi publicado postumamente em 2010 pela The Straits Times Press.